# Estat d'espera
Un estat d'espera és un retard que experimenta un processador d'ordinador quan accedeix a la memòria externa o a un altre dispositiu que triga a respondre.
Els microprocessadors d'ordinador generalment funcionen molt més ràpid que els altres subsistemes de l'ordinador, que contenen les dades que la CPU llegeix i escriu. Fins i tot la memòria, la més ràpida d'aquestes, no pot proporcionar dades tan ràpid com la CPU podria processar-les. En un exemple del 2011, els processadors de PC típics com l'Intel Core 2 i l'AMD Athlon 64 X2 funcionen amb un rellotge de diversos GHz, el que significa que un cicle de rellotge és inferior a 1 nanosegon (normalment entre 0,3 ns i 0,5 ns a CPU d'escriptori modern), mentre que la memòria principal té una latència d'uns 15-30 ns. Algunes memòria cau de la CPU de segon nivell funcionen més lentament que el nucli del processador.
Quan el processador necessita accedir a la memòria externa, comença a col·locar l'adreça de la informació sol·licitada al bus d'adreces. Aleshores ha d'esperar la resposta, que pot tornar desenes si no centenars de cicles més tard. Cadascun dels cicles passats esperant s'anomena estat d'espera.
Els estats d'espera són un pur malbaratament del rendiment d'un processador. Els dissenys moderns intenten eliminar-los o amagar-los mitjançant una varietat de tècniques: memòria cau de la CPU, canalitzacions d'instruccions, recerca prèvia d'instruccions, predicció de branques, multiprocés simultani i altres. Cap tècnica individual té 100% d'èxit, però juntes poden reduir significativament el problema.

## Conservació de l'energia
Els estats d'espera es poden utilitzar per reduir el consum d'energia d'un processador, permetent que el rellotge del processador principal s'alenti o s'aturi temporalment durant l'estat d'espera si la CPU no té cap altra feina per fer. En lloc de girar inútilment en un bucle ajustat esperant dades, reduir esporàdicament la velocitat del rellotge d'aquesta manera ajuda a mantenir fresc el nucli del processador i allargar la vida útil de la bateria en dispositius informàtics portàtils.